# Droga krajowa B516 (Niemcy)
Droga krajowa 516 (niem. Bundesstraße 516) – niemiecka droga krajowa przebiegająca na osi wschód-zachód i jest połączeniem drogi B1 w Werl z drogą B480 koło Brilon w Nadrenii Północnej-Westfalii. Na swej drodze przecina A44, B229 oraz B455.
Droga przebiega w dużej części po drodze wybudowanej w 1842 roku.
Droga, jako B516, została wytyczona w latach 70. XX stulecia.